# Кириленко Андрій Геннадійович
Андрій Геннадійович Кириленко  (рос. Андрей Геннадьевич Кириленко, 18 лютого 1981) — російський баскетболіст, олімпійський медаліст.

## Досягнення
Бронзовий призер Олімпійських ігор: 2012
Чемпіон Європи: 2007 (MVP чемпіонату)
Бронзовий призер Чемпіонату Європи: 2011
Срібний призер чемпіонату Європи U-16: 1997
Чемпіон Росії: 1999, 2000, 2012
Чемпіон Єдиної ліги ВТБ: 2012

## Виступи на Олімпіадах
| Олімпіада   | Дисципліна | Місце |
| ----------- | ---------- | ----- |
| Сідней 2000 | баскетбол  | 8     |
| Пекін 2008  | баскетбол  | 9     |
| Лондон 2012 | баскетбол  | 3     |